# Gouvernement Mbeki
Pour les articles homonymes, voir Mbeki et Mbeki (homonymie).
Mandela Motlanthe
Les gouvernements Mbeki I et II désignent les membres des deux gouvernements sud-africains dirigés par le président Thabo Mbeki de 1999 à 2004 puis de 2004 jusqu'à sa démission le 24 septembre 2008. 

## Composition
| Fonction                                         | Titulaire                                                 | Période                       |
| ------------------------------------------------ | --------------------------------------------------------- | ----------------------------- |
| Président de la République                       | Thabo Mbeki                                               | 1999-2008                     |
| Vice-président de la République                  | Jacob Zuma Phumzile Mlambo-Ngcuka                         | 1999-2005 2005-2008           |
| Ministre des Affaires étrangères                 | Nkosazana Dlamini-Zuma                                    | 1999-2008                     |
| Ministre des Finances                            | Trevor Manuel                                             | 1999-2008                     |
| Ministre de la Justice                           | Penuell Maduna Brigitte Mabandla                          | 1999-2004 2004-2008           |
| Ministre de la Défense                           | Mosiuoa Lekota                                            | 1999-2008                     |
| Ministre de l'Intérieur                          | Mangosuthu Buthelezi Nosiviwe Mapisa-Nqakula              | 1999-2004 2004-2008           |
| Ministre des Transports                          | Dullah Omar Jeff Radebe                                   | 1999-2003 2003-2008           |
| Ministre de la Sécurité                          | Steve Tshwete Charles Nqakula                             | 1999-2004 2004-2008           |
| Ministre de l'Agriculture et affaires foncières  | Thoko Didiza Lulama Xingwana                              | 1999-2006 2006-2008           |
| Ministre des Eaux et Forêts                      | Ronnie Kasrils Buyelwa Sonjica Lindiwe Hendricks          | 1999-2004 2004-2006 2006-2008 |
| Ministre de l'Emploi                             | Membathisi Mdladlana                                      | 1999-2008                     |
| Ministre de l'Éducation                          | Kader Asmal Naledi Pandor                                 | 1999-2004 2004-2008           |
| Ministre des Arts et culture                     | Ben Ngubane Pallo Jordan                                  | 1999-2004 2004-2008           |
| Ministre de la Science et Technologie            | Ben Ngubane Mosibudi Mangena                              | 1999-2004 2004-2008           |
| Ministre des Mines et Énergie                    | Phumzile Mlambo-Ngcuka Lindiwe Hendricks Buyelwa Sonjica  | 1999-2004 2004-2006 2006-2008 |
| Ministre des Entreprises publiques               | Alec Erwin                                                | 1999-2008                     |
| Ministre du Commerce et Industrie                | Alex Erwin Mandisi Mpahlwa                                | 1999-2004 2004-2008           |
| Ministre du Développement social                 | Zola Skweyiya                                             | 1999-2008                     |
| Ministre de l'Aménagement (gouvernements locaux) | Sydney Mufamadi                                           | 1999-2008                     |
| Ministre des Travaux publics                     | Stella Sigcau Thoko Didiza                                | 1999-2006 2006-2008           |
| Ministre de l'Environnement et tourisme          | Valli Moosa Marthinus van Schalkwyk                       | 1999-2004 2004-2008           |
| Ministre du Logement                             | Sankie Mthembi-Mahanyele Brigitte Mabandla Lindiwe Sisulu | 1999-2003 2003-2004 2004-2008 |
| Ministre de la Santé                             | Manto Tshabalala-Msimang                                  | 1999-2008                     |
| Ministre des Affaires pénitentiaires             | Ben Skosana Ngconde Balfour                               | 1999-2004 2004-2008           |
| Ministre des Communications                      | Ivy Matsepe-Casaburri                                     | 1999-2008                     |
| Services secrets (NIA, SASS)                     | Joe Nhlanhla Lindiwe Sisulu Ronnie Kasrils                | 1999-2001 2001-2004 2004-2008 |
| Ministre des Services publics et administration  | Geraldine Fraser-Moleketi                                 | 1999-2008                     |
| Ministre des Sports et Loisirs                   | Ngconde Balfour Arnold Stofile                            | 1999-2004 2004-2008           |
| Ministre de la Communication présidentielle      | Essop Pahad                                               | 1999-2008                     |